# Licaria debilis
Licaria debilis är en lagerväxtart som först beskrevs av Carl Christian Mez, och fick sitt nu gällande namn av André Joseph Guillaume Henri Kostermans. Licaria debilis ingår i släktet Licaria och familjen lagerväxter. Inga underarter finns listade i Catalogue of Life.